# ヤッカバグ
ヤッカバグ (ラテン文字:Yakkabog, Yakkabag、ウズベク語: Yakkabog’ / Яккабоғ、ロシア語: Яккабаг) はウズベキスタン・カシュカダリヤ州の都市である。州都のカルシからは東北東に約90kmの地点に位置する。2012年の人口は27,503人となっている。「ヤッカボグ」と表記されることもある。

## 概要
1978年に都市として設立された。街の主な産業は灌漑農業である。街にはカルシとシャフリサブスを結ぶウズベキスタン鉄道の駅がある。